# Svenskt militärliv
Svenskt militärliv är en svensk dokumentärfilm från 1914. Filmen skildrar olika aspekter av svenskt militärliv och premiärvisades 31 december 1914 på biograf Odéon.